# Slot-In-Laufwerk
Ein Slot-In-Laufwerk ist ein optisches Laufwerk (CD, DVD, Blu-ray) mit einem speziellen Lademechanismus, bei dem die Datenträger nicht wie herkömmlich in eine Schublade (englisch tray) gelegt werden, die dann ins Innere des Laufwerks fährt, sondern einfach in einen Schlitz (Einzugsschacht) gesteckt werden, der sie dann ins Innere zieht.
Es gibt Slot-In-Laufwerke sowohl als einfache Leselaufwerke als auch als Brenner. Größte Schwäche war lange Zeit, dass Slot-In-Laufwerke nur normal große Datenträger (Durchmesser 12 cm) einziehen konnten und keine kleineren Scheiben, doch wurde dieses Problem bei späteren Laufwerken behoben.
Noch bevor Slot-In-Laufwerke in Computern benutzt wurden, gab es sie bei CD-Playern zum Beispiel für Autos.
Bei Computern von Apple, insbesondere aus der iMac-Reihe, werden seit Einführung des iMac DV 1999 Slot-In-Laufwerke eingesetzt, wobei ein „Superdrive“ einen kombinierten DVD-R(W)/CD-RW-Brenner in Slot-In-Ausführung bezeichnet. Apple verwendete Jahre zuvor schon Slot-In-ähnliche Diskettenlaufwerke, die keine Auswurftaste hatten, sondern die Disketten mit eigener Kraft auswarfen. Nur bei seinen Computern in Turmgehäusen setzt Apple herkömmliche optische Laufwerke mit Schublade ein.

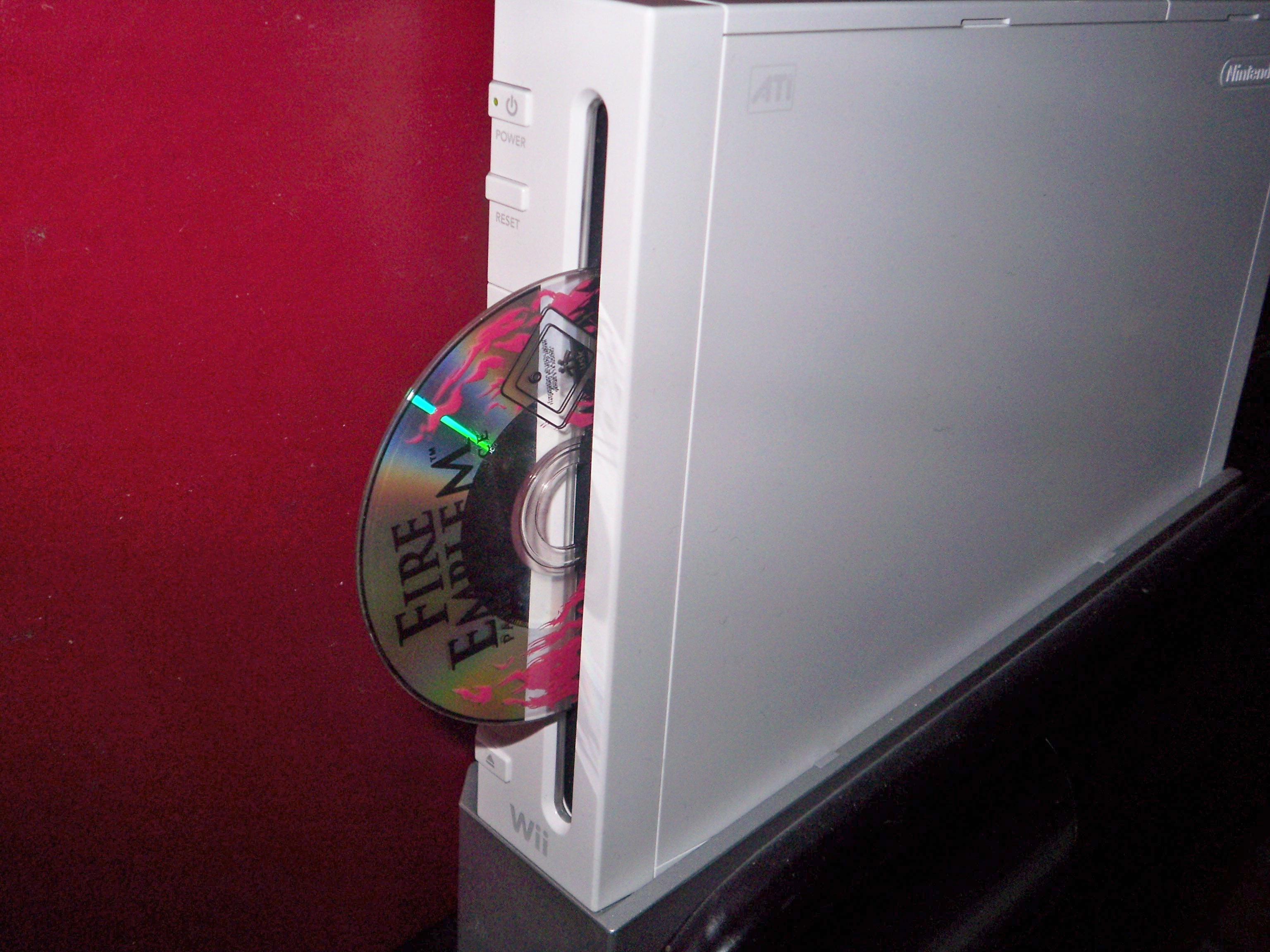
Slot-In-Laufwerk der Wii-Konsole beim Auswerfen einer kleinen 8-cm-GameCube-Disc.
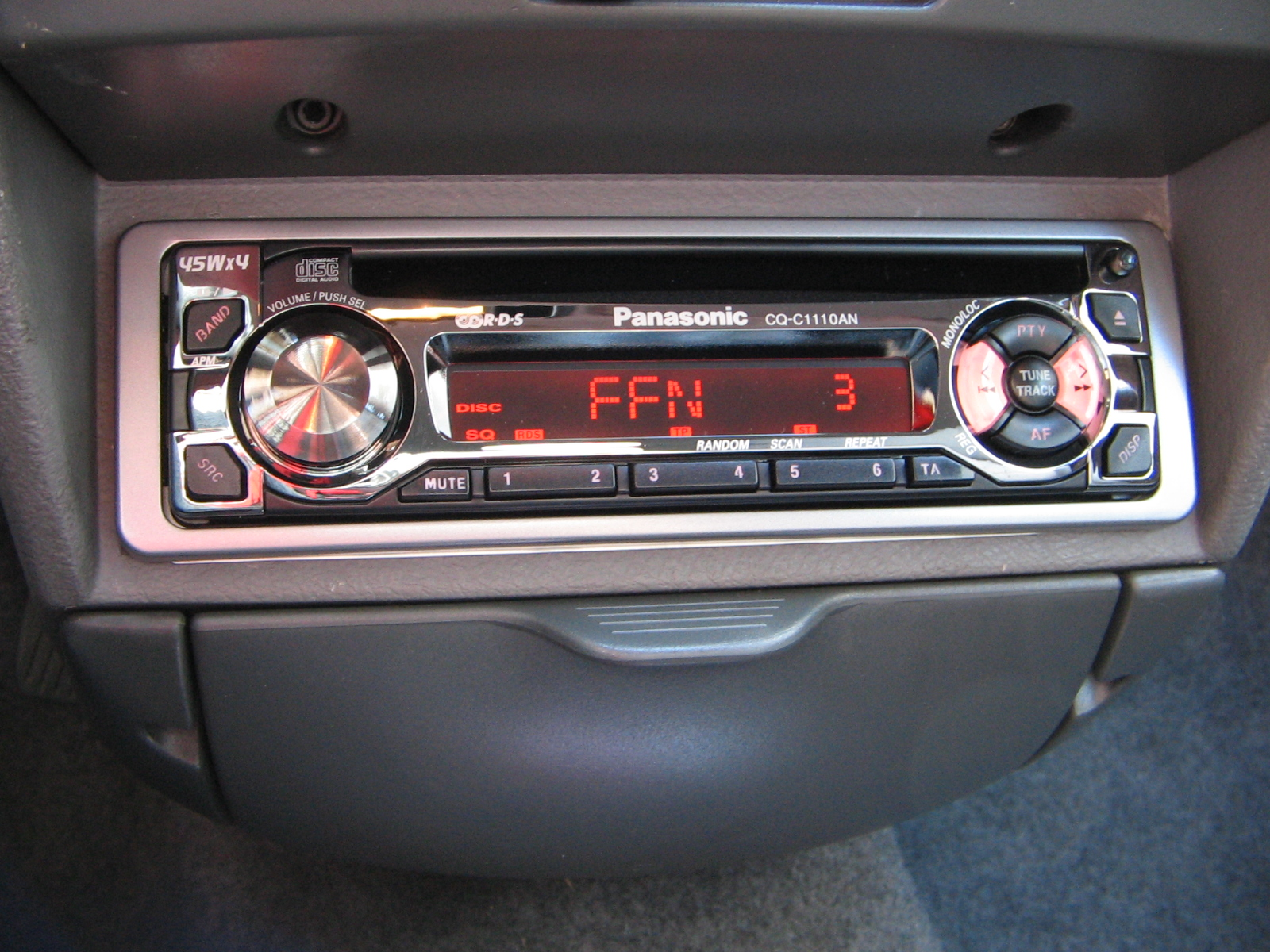
Autoradio mit Slot-In-Laufwerk
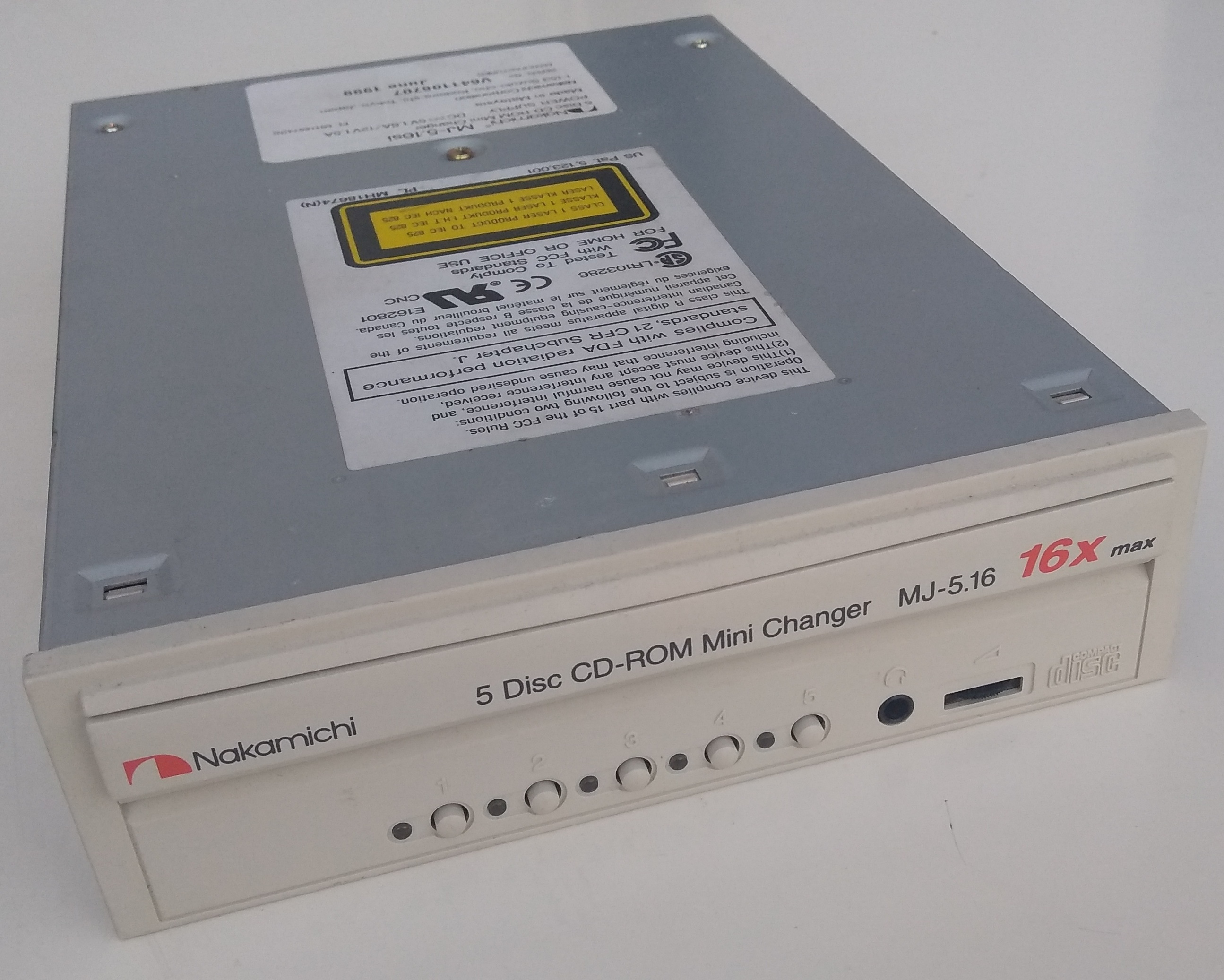
5-fach SCSI-CD-Wechsler mit Slot-In-Laufwerk von Nakamichi
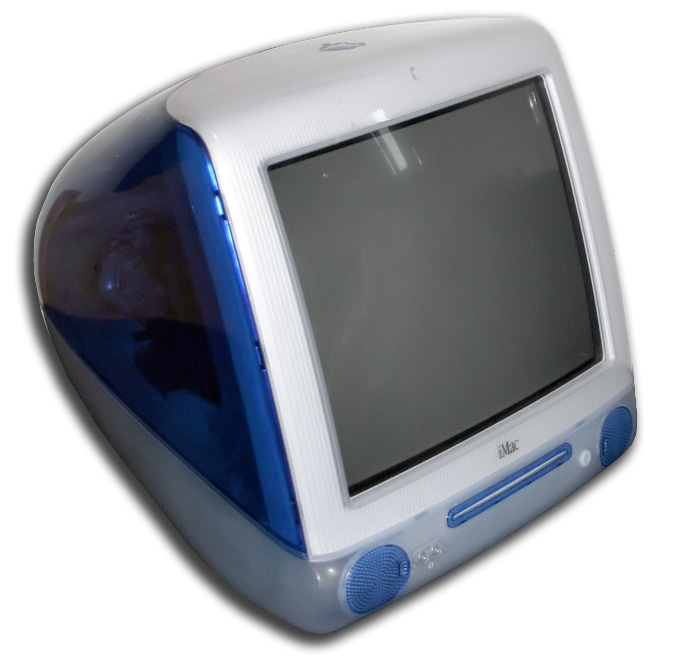
Apple iMac mit Slot-In-CD-Laufwerk
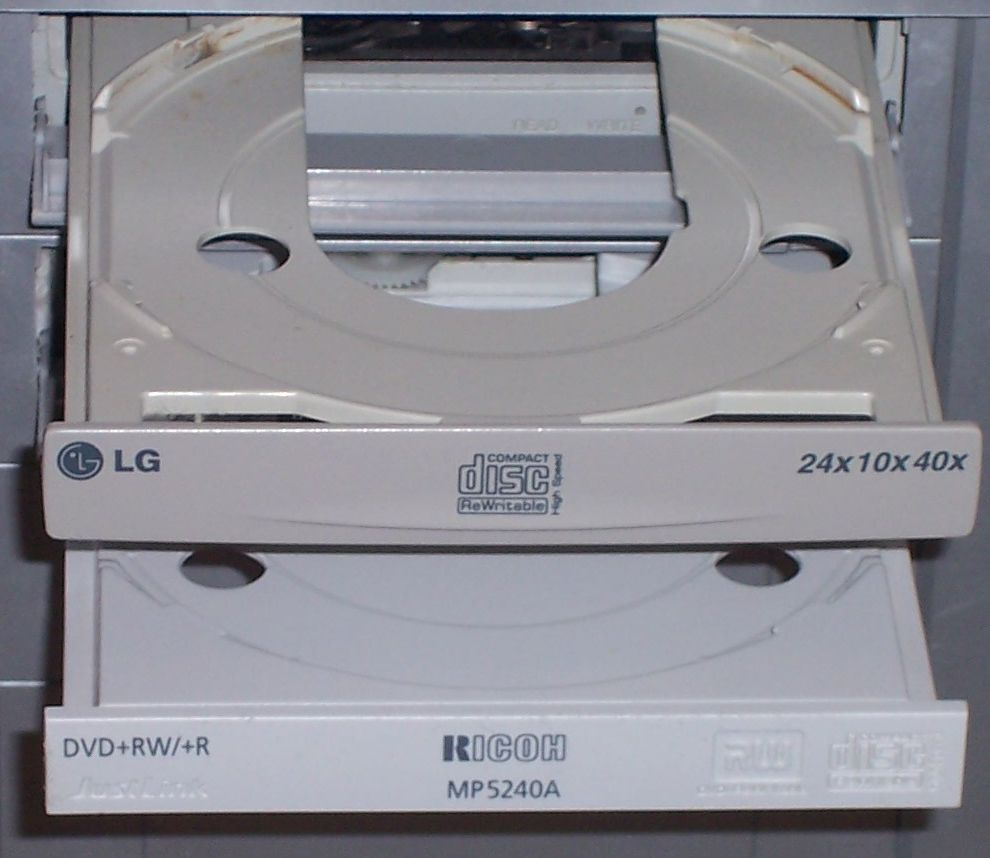
Herkömmliche Laufwerke mit Ladefach